# Bloom County
Bloom County è una striscia a fumetti umoristica statunitense creata da Berkeley Breathed e pubblicata dall'8 dicembre 1980 al 6 agosto 1989 e poi ripresa dopo oltre 25 anni dal 12 luglio 2015. L'autore ha vinto il premio Pulitzer per il miglior editoriale in fumetto nel 1987. In essa l'autore ha descritto e analizzato eventi della politica e della cultura americana dal punto di vista di una cittadina della provincia americana, in cui i bambini pensano spesso come degli adulti e gli animali parlano. Negli anni ottanta arrivò a essere pubblicata su oltre 1.200 testate.

## Storia editoriale
Per creare Bloom County, Breathed ha sviluppato l'idea di una sua striscia precedente, The Academia Waltz, realizzata per la rivista universitaria The Daily Texan durante i suoi anni all'Università del Texas.
Dopo la sua conclusione, l'autore continuò a occuparsi di fumetti realizzando nel 1989 una nuova serie a fumetti, Outland, a tavole domenicali nelle quali comparirono alcuni dei personaggi di Bloom County e che venne pubblicata fino al 1995 seguita da un'altra serie di tavole domenicali, Opus, pubblicata dal 2003 al 2008.

## Ambientazione
Nei primi tempi la scena principale della striscia era la casa dei nonni di Milo Bloom, nella quale si avvicendavano vari affittuari e/o animali.

## Personaggi principali
- Milo Bloom è un giornalista di 10 anni e probabilmente il più saggio dei personaggi della strip. La storia si svolge spesso nella sua casa di famiglia coinvolgendo gli affittuari che ci vivono e il nonno di Milo ("il Maggiore"), che però con il tempo è gradualmente scomparso.
- Cutter John è un veterano della Guerra del Vietnam sulla sedia a rotelle, appassionato di proteste pacifiste e di storie ispirate a Star Trek in cui coinvolge gli animali come Hodge-Podge, Portnoy e Opus. Sebbene non sia un cascamorto come Steve Dallas riscuote più successo con le ragazze. Il suo volto è fortemente ispirato a quello dello stesso Berke Breathed
- Steve Dallas è l'unico avvocato difensore di Bloom County, coinvolto direttamente o indirettamente in tutti i conflitti apparsi nella striscia negli anni. Fumatore accanito ed ex membro di una fratellanza universitaria, Dallas passa il suo tempo libero cercando di sedurre qualunque donna o di mettere a punto qualche sistema per far soldi in fretta, come per esempio quello di fondare e gestire un gruppo heavy metal, Billy and the Boingers.
- Michael Binkley un compagno di scuola di Milo che vive con suo padre Tom Binkley. Indeciso ed esageratamente riflessivo, passa molto del suo tempo a riflettere sulle vite dei personaggi dei rotocalchi, spesso presso il letto di suo padre in piena notte. Il suo "sgabuzzino degli incubi" è protagonista di molte storie.
- Opus è un pinguino con un grosso naso con un debole per le aringhe. Opus ha perso le tracce di sua madre durante la guerra delle Falklands, ma la ritrova verso la fine della serie. Dopo una breve apparizione come pinguino domestico di Michael Binkley, riappare nella striscia come affittuario in casa Bloom. Ottimista e naïf, Opus è diventato nel tempo un personaggio amatissimo dai fans, tanto da diventare il personaggio principale della serie e il protagonista di due spin-off (Outland e Opus), di tre libri per bambini e di uno “special” televisivo dedicato (A Wish for Wings That Work).
- Bill il gatto è un grosso gatto tigrato . Inserito originariamente nella striscia come parodia di Garfield, praticamente muto (se si escludono le sue espressioni tipiche "Ack" e "Pbthhh"), è diventato una specie di tabula rasa attorno a cui si sviluppano diverse situazioni. Viene spesso suggerito che il suo permanente stato quasi-catatonico dipende dall'abuso di droghe o dai danni riportati al cervello dopo essere stato dichiarato legalmente morto ed essere stato rianimato dopo un lasso di tempo troppo lungo. Nello “special” A Wish for Wings That Work, Opus racconta di aver salvato Bill da un laboratorio universitario in cui gli avevano sostituito il cervello con delle patate fritte. È stato rispettivamente un seguace di Osho ("Bhagwan Bill"), un predicatore televisivo ("Fundamentally Oral Bill"), candidato perenne alle presidenziali per il National Radical Meadow Party, la rockstar heavy metal "Wild Bill Catt", un operatore dell'impianto nucleare di Chernobyl e verso la fine della serie gli è stato sostituito il cervello con quello di Donald Trump. Ha parlato occasionalmente, in particolare durante i processi da caccia alle streghe ai Comunisti in cui è stato imputato, e ha avuto relazioni con Jeane Kirkpatrick, la Principessa Diana e Socks la gatta.
- Hodge-Podge è un coniglio amico di Portnoy e Cutter John. Politicamente è un conservatore, fanatico su varie questioni delle quali però non sa nulla.
- Portnoy è il personaggio più scontroso e bigotto di tutti. È una marmotta, anche se viene creduto un esemplare di altre specie tra cui uno scoiattolo o un opossum.
- Oliver Wendell Jones è un compagno di scuola di Milo e Binkley. Giovane hacker e scienziato brillante, inventa tra le altre cose un siero miracoloso per la ricrescita dei capelli e vanta una lunga lista di denunce a causa delle sue prodezze al computer.

### Altri personaggi
- Bobbi Harlow è l'insegnante femminista di Milo e Binkley e amata sia da Steve sia da Cutter.
- Quiche Lorraine, cugina di Bobbi Harlow, ha una relazione con Steve Dallas
- Cozy Fillerup è una madre single interessata a Cutter John
- Abby Fillerup è la figlia di Cozy.
- Tom Binkley, padre di Binkley, vive sconvolto per il comportamento di suo figlio, per il suo divorzio e in generale per la sua crisi di mezz'età.
- Frank Jones, padre di Oliver, sovvenziona le ricerche scientifiche di suo figlio e in particolare la sua cura per la calvizie ricavata dal sudore di gatto.
- Mrs. Jones, madre di Oliver, è sospettosa della scienza e della tecnologia, di solito con delle buone ragioni.

## Storia editoriale

### Volumi
Breathed ha pubblicato numerosi volumi di Bloom County tra il 1983 e il 1990, editi da Little Brown & Co., e la riedizione The Complete Bloom County Library pubblicata in diversi volumi da Idea & Design Works, LLC tra il 2009 e il 2011.

### Edizioni italiane

#### Riviste
Bloom County è stata pubblicata sulle pagine della rivista linus negli anni ottanta.

#### Volumi
In Italia, sono stati pubblicati i volumi seguenti:
- Bloom County – Il pinguino Opus, pubblicato in Italia per Rizzoli – Milano Libri nel 1988.[6]
- Bloom County – Torna a casa Opus, pubblicato in Italia per Rizzoli – Milano Libri nel 1991.[7]